# بحر مقتضب
بحرِ مُقتضب در اصطلاح عروضی، به بحر شعری مختلف‌الارکان از ترکیب و تکرار دو رکن «مفعولاتُ/ مُستفعلن» (- - - ل /- - ل -) یا زحافات آنها تشکیل شده‌است. مقتضب در لغت به معنی بریده شده‌است. اقتضاب بریدن و جدا کردن شاخه از درخت است. این بحر از منسرح معکوس و جدا شده‌است. (مفعولاتُ/ مستفعلن: دو سبب خفیف، وتد مقرون/ چهار سبب خفیف «°|°|°|°|/ °|°|°°| – – – ᴗ /– – ᴗ –»)
از بحرهایی است که سالم آن چندان متداول نیست. شکل سالم وزن آن:
مفعولاتُ مستفعلن مفعولاتُ مستفعلن (- - - ل /- - ل - | - - - ل /- - ل -): بحر مقتضب مثمن سالم
پرکاربردترین وزن آن:
- فاعلاتُ مفعولن فاعلاتُ مفعولن (- ل – ل /- - - | - ل – ل /- - -): بحر مقتضب مثمن مطوی مقطوع*

وقت را غنیمت دان آن قدر که بتوانی / حاصل از حیات ای جان این دم است اگر دانی (حافظ)

## زحافات
زحافات (تغییرات) مشهور بحر مقتضب در شعر فارسی، از مفعولاتُ: (خبن - طی – طی با کشف – رفع – رفع با ترفیل) و از مستفعلن (خَبن – طی – قطع – خبن - رفع –حذذ – طی با ترفیل) است.
از مفعولاتُ:
1. مفاعیلُ: مخبون
2. فاعلاتُ: مطوی
3. فاعلن: مطوی مکشوف
4. مفعولُ: مرفوع
5. مفعولتن: مرفوع مرفّل؟
6. فع: منحور

از مستفعلن:
1. مفتعلن: مطوی
2. مفتعلاتن: مطوی مرفل
3. مفعولن: مقطوع
4. مفاعلن: مخبون
5. فاعلن: مرفوع
6. فع لن: احذ

## اوزان
اوزان پرکاربرد بحر مقتضب:
- فاعلاتُ مفعولن فاعلاتُ مفعولن: بحر مقتضب مثمن مطوی مقطوع*
- فاعلاتُ مفتعلن فاعلاتُ مفتعلن: بحر مقتضب مثمن مطوی*
- فاعلاتُ مفتعلن فاعلن: بحر مقتضب مسدس مطوی مکشوف
- مفعولُ مستفعلن مفعولتن: بحر مقتضب مسدس مرفوع مرفّل؟
- فاعلاتُ مستفعلن: بحر مقتضب مربع مطوی (سالم ضرب و عروض)
- فاعلاتُ مفتعلن: بحر مقتضب مربع مطوی
- فاعلاتُ مفعولن: بحر مقتضب مربع مقطوع
- مفاعیلُ مفتعلن: بحر مقتضب مربع مخبون مطوی
- فاعلاتُ فاعلن فاعلاتُ فاعلن: بحر مقتضب مثمن مطوی مرفوع
- فاعلاتُ فع لن فاعلاتُ فع لن: بحر مقتضب مثمن مطوی احذ
- مفاعیلُ مفتعلاتن مفاعیلُ مفتعلاتن: بحر مقتضب مثمن مخبون مطوی مرفّل
- مفعولُ مفاعلن مفعولُ مفاعلن: بحر مقتضب مثمن مرفوع مخبون